# شهرستان بلوگرادچیک
شهرستان بلوگرادچیک (به بلغاری: Belogradchik Municipality) یک شهرستان در بلغارستان است که در استان ویدین واقع شده‌است. شهرستان بلوگرادچیک ۴۱۱ کیلومتر مربع مساحت و ۷٬۰۴۵ نفر جمعیت دارد.